# سیارک ۲۳۲۸۰
سیارک ۲۳۲۸۰ (به انگلیسی: 23280 Laitsaita، نامگذاری:2000YT116) بیست و سه هزار و دویست و هشتادمین سیارک کشف شده‌است که در ۳۰ دسامبر ۲۰۰۰ کشف شد.
قدر مطلق سیارک برابر ۱۷.۸ است.